# Maithuna

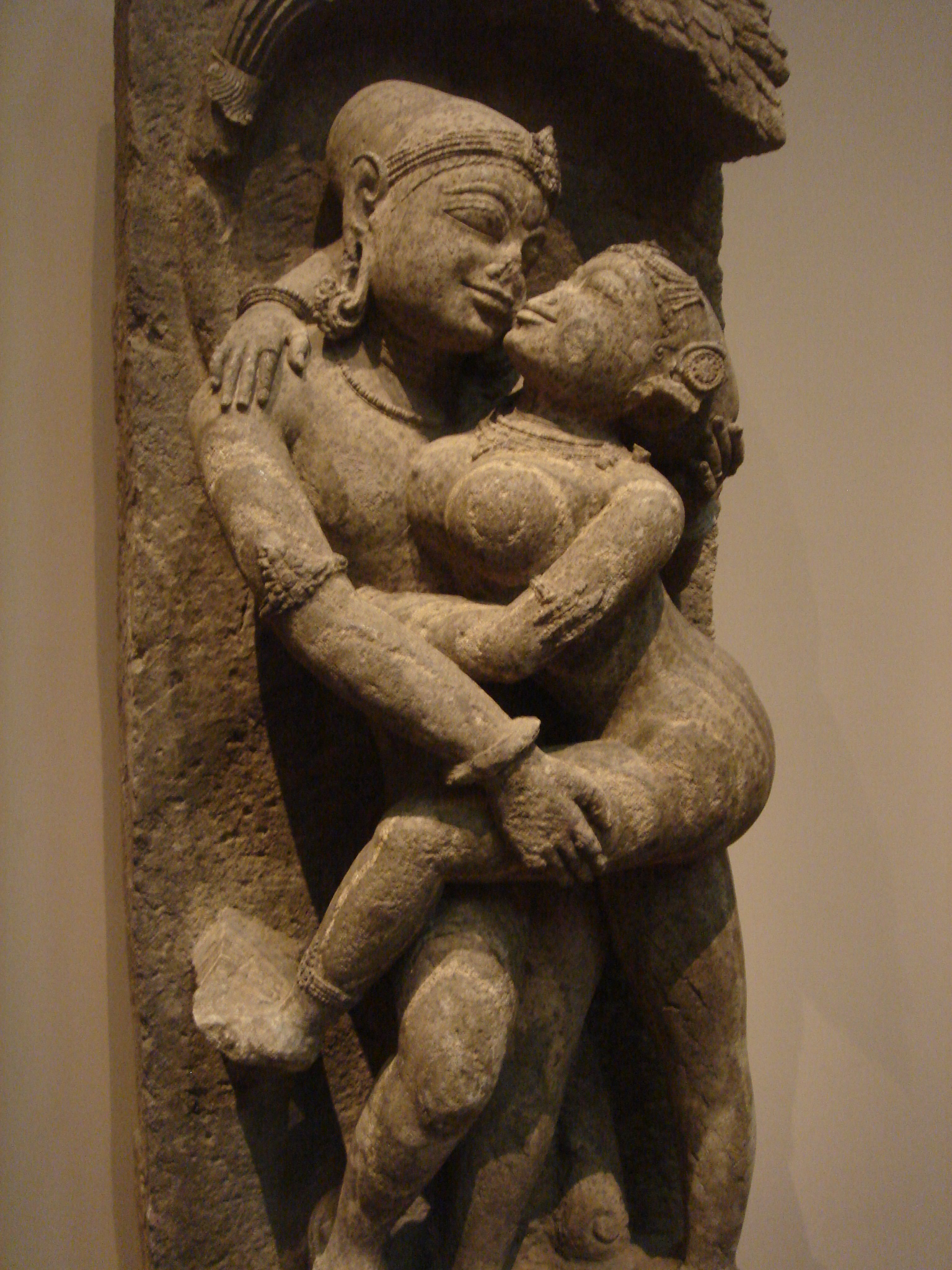
Cuplu în postură amoroasă, Mithuna, dinastia Ganga, sec. al XIII-lea, Orissa, India

Maithuna sau Mithuna este un termen sanscrit folosit în Tantra cel  mai adesea tradus prin uniune sexuală ce are loc într-un context ritualic specific tantrei mâinii stângi-Vamamarga.Este cel mai important element al celor 5 Makara și reprezintă partea centrală a marelui ritual în Tantra, cunoscut sub nume cum ar fi  Panchamakara, Panchatattva, sau Tattva Chakra.
Deși anumiți scriitori, denominațiuni și școli, cum ar fi Yogananda, consideră că este vorba de un act pur simbolic și mental, o privire asupra diferitelor variații(și traduceri) ale cuvântului maithuna arată în mod clar că se referă la un cuplu bărbat-femeie și uniunea acestora fizică, sexuală, fiind sinonim cu kriya nishpatti. Așa cum nici spiritul sau materia singure nu sunt efective ci împreunarea lor duce la actul creației și apariția vieții, la fel și maithuna, care reprezintă unirea contrariilor, nu este efectivă decât atunci cand este consacrată. Cuplul devine în timpul unui astfel de act divin și cosmic: ea este Shakti sau Prakriti, energia primordială, el este Shiva sau Purusha, Spiritul.

Cea de a doua etapă constă în transformarea Femeii-prakriti într-o încarnare a lui Shakti: partenera de rit devine o zieță, dupa cum și yoghinul trebuie să încarneze Zeul.Iconografia tantrică a cuplurilor divine(în tibetana:yab-yam, tată –mamă), a nenumăratelor “chipuri” de Buddha îmbrațisați de către o Sakti, constituie modelul exemplar de maithuna. 
Mircea Eliade, Yoga - Nemurire și libertate

Scripturile avertizează că dacă transfigurarea spirituală nu apare, uniunea rămâne carnală și este un păcat.
De asemenea este posibil să se experimenteze o formă de maithuna și fără uniune fizică. Actul poate să aibă loc în alt plan, metafizic, fără ca penetrarea sexuală să aibă loc, în care transferul de enegie dintre shakti și shakta are loc doar la nivelul corpurilor lor subtile. Atunci când acest transfer de energie se produce, cuplul, întrupând zeița și zeul,  și dizolvându-și egoul, experimentează realitatea ultimă și beatitudinea prin uniunea corpurilor subtile.
Această uniune sexuală mistică presupune întotdeauna continența sexuală.
"Să nu uităm că maithuna nu trebuie niciodată să se încheie cu o emisie seminală: boddhicitam notsrjet, sămânța nu trebuie emisă, repetă textele. Altfel yoghinul cade sub legea Timpului și a Morții, ca orice desfrânat de rând(cf.Duha-kosha de Kanha, strofa 14;H.Y.pr., III,88; etc.)"

## Panchatattva

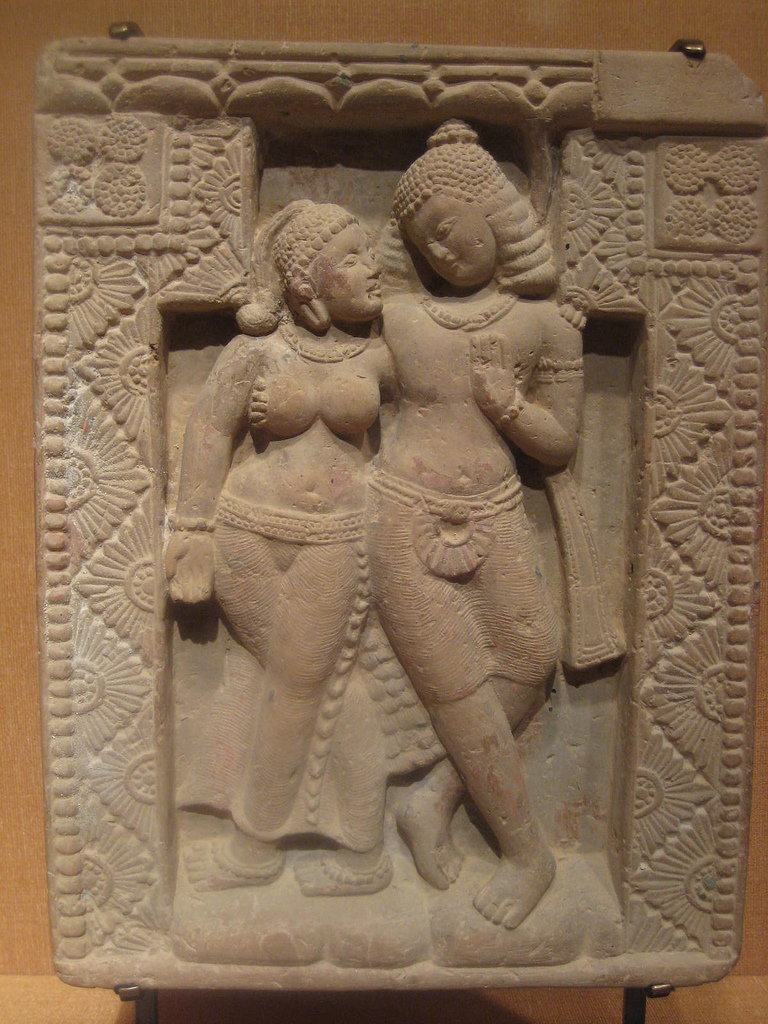
Mithuna, India, perioda Gupta, sec.5 e.n., teracotă.

Tattva în Yoga sau mahabhuta în Ayurveda, sunt două cuvinte sanscrite ce se traduc prin "elemente" sau "realitaăți", panchatattva sau panchamahabhutas însemnând cele 5 elemente fundamentale considerate a sta la baza creației în diferite cosmologii: pământul, apa, focul, aerul și eterul.
Cele 5 componente ale ritualui tantric au fost asociate cu aceste cinci elemente fundamentale probabil și pentru a sugera importanța și plenitudinea acestui ritual al carui scop este și activarea și amplificarea acestor energii lăuntrice corespunzătoare elementelor. 
Fiecare astfel de element corespunde de asemenea primilor cinci centrii energetici, iar asocierea celor cinci componente ale ritualului cu cele cinci elemente nu este întâmplatoare, fiecare se consideră că  activează la nivel subtil unul din elementele cu care este asociat, respectiv unul din cele cinci vayu(curenți energetici sau energii asociate fiecărui centru energetic cu rol în funționarea corpului fizic) principale.
Ritualul se mai numește și Panchamakara(cei 5 M), cele cinci componente începând cu litera M.
- mudra (semințe prăjite) - corespunde elementului pământ
- matsya (peștele) - corespunde elementului apă
- mamsa (carnea) - corespunde focului
- madya (vin) - corespunde elementului aer
- maithuna (uniunea sexuală) - corespunde eterului

Deși în cultura occidentală consumul cărnii și vinului este ceva comun, în India componentele ritualului tantric au făcut ca acesta să fie considerat secret și destinat numai anumitor inițiați, vira, care să fie capabili să își controleze ființa chiar și în cele mai grele condiții.
Ritualul pune accentul și pe un alt aspect  important al tantrei, latura ei alchimică.
Vira este cel care reușește să își controleze și stăpânească ființa  consumând carnea(care se consideră că impurifică), bând vin sau băuturi alcoolice(care sunt interzise in sadhana) și implicându-se în fuziune erotică în care trebuie să evite pierderea sămânței(continență sexuală), etc.  Prin acest control și prin puterea interioară și prin purificarea acestor componente în focul ritualului(puja - invocarea divinității, recitarea rugăciunilor, etc) toate aceste energii inferioare sunt transformate(transmutate, alchimizate) și în loc să fie motiv de perturbare și decădere, ele devin un suport energetic  care întărește ființa.

Aceasta ne amintește de sămânță sădită în crăpătura unei roci și de principiul general tantric al transformării substanțelor otrăvitoare în energii vitale, „în vene și artere”. Probabil că de aceea s-a afirmat că utilizarea rituală a băuturilor alcoolice în contextul panchatattva întinerește pe cei bătrâni; mâncatul cărnii dezvoltă mintea, amplificând energia și forța launtrică; și că mâncatul peștelui restabilește energiile creatoare.

Este clar acum că panchatattva reprezintă un ritual sacru rezervat vira-șilor, el netrebuind să fie popularizat sau practicat de către cei care sunt pashu( mai ales în privința sexualității și alcoolului). Acest lucru este valabil și pentru variantele buddhiste și hinduse ale acestui ritual. Julius Evola, The Yoga of Power